# Aşağıçakmak, Köprüköy
Aşağıçakmak là một xã thuộc huyện Köprüköy, tỉnh Erzurum, Thổ Nhĩ Kỳ. Dân số thời điểm năm 2011 là 66 người.